# Hua Tuo
Hua Tuo (c. 110 - 207) foi um famoso médico chinês que viveu durante o período da dinastia Han e na era dos Três Reinos.
Hua Tuo veio de Qiao, do Estado de Pei.

## Homenagens
Ele é considerado um shenyi (神醫), um doutor divino, e venerado como um imortal ou uma divindade da medicina nos templos taoístas.
Após sua morte um conjunto de 34 pontos de acupuntura paravertebrais foi nomeado "Hua Tuo Jiaji" (華佗夹脊), em sua homenagem. 
"Hua Tuo reencarnado" (華佗再世) (Hua Tuo zaishi) é um expressão de respeito utilizada na China para elogiar um médico extremamente habilidoso.
É famoso como um dos mais respeitados médicos da história da China, uma estátua em sua homenagem foi colocada em frente ao Anhui College of Traditional Chinese Medicine, em Hefei.

## Registros históricos
Na China são atribuídas a Hua Tuo a descoberta da anestesia (ma jue fa) e a arte das cirurgias abdominais (kai fu shu).
É considerado o primeiro a realizar uma cirurgia com anestesia, 1600 anos antes da prática ser adotada na Europa pela medicina ocidental.

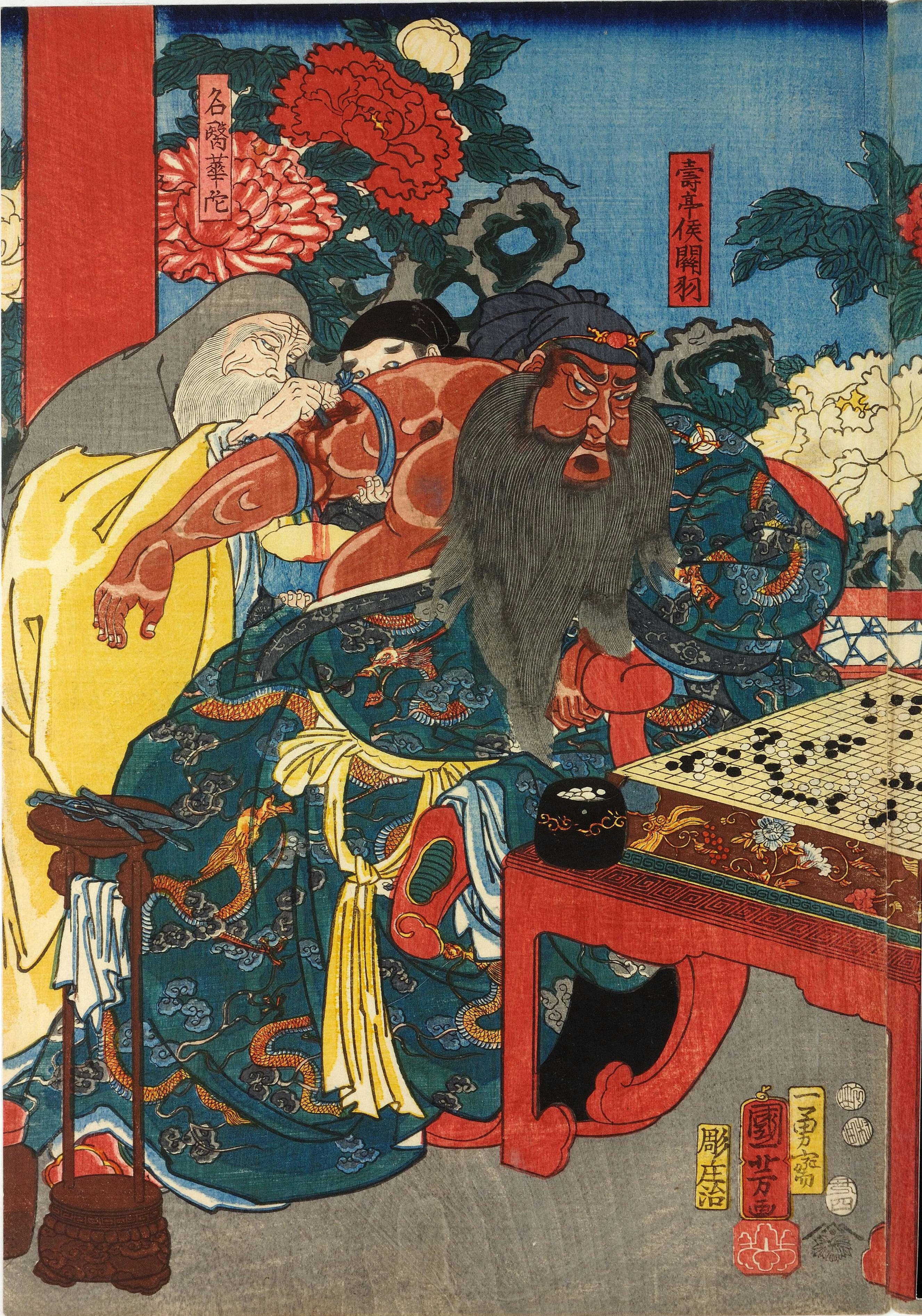
Hua Tuo atende Guan Yu, enquanto este joga Go.

Sua fórmula anestésica combinava vinho com um preparado de ervas chamado mafeisan (麻沸散), literalmente "pó de cannabis cozido".
A sedação com o cânhamo indiano permitiu que realizasse operações que se tornaram famosas nas crônicas da época, que relatam laparotomias e resecções intestinais.
Hua Tuo teria também inventado suturas, pomadas contra inflamações, e tratamentos contra os ascaris. Preconizava a hidroterapia.
Pode ter sido o primeiro a escolher a falange do dedo como unidade de medida. 
Hua To é conhecido na história da obstetrícia por seu diagnóstico preciso da morte intra-uterina de um gêmeo através do exame do pulso de sua paciente. 
Antes de retirar a criança natimorta, cujo corpo já estava enegrecido, teria aliviado a parturiente através de acupuntura.

## Personagem famoso daMedicina Tradicional Chinesa

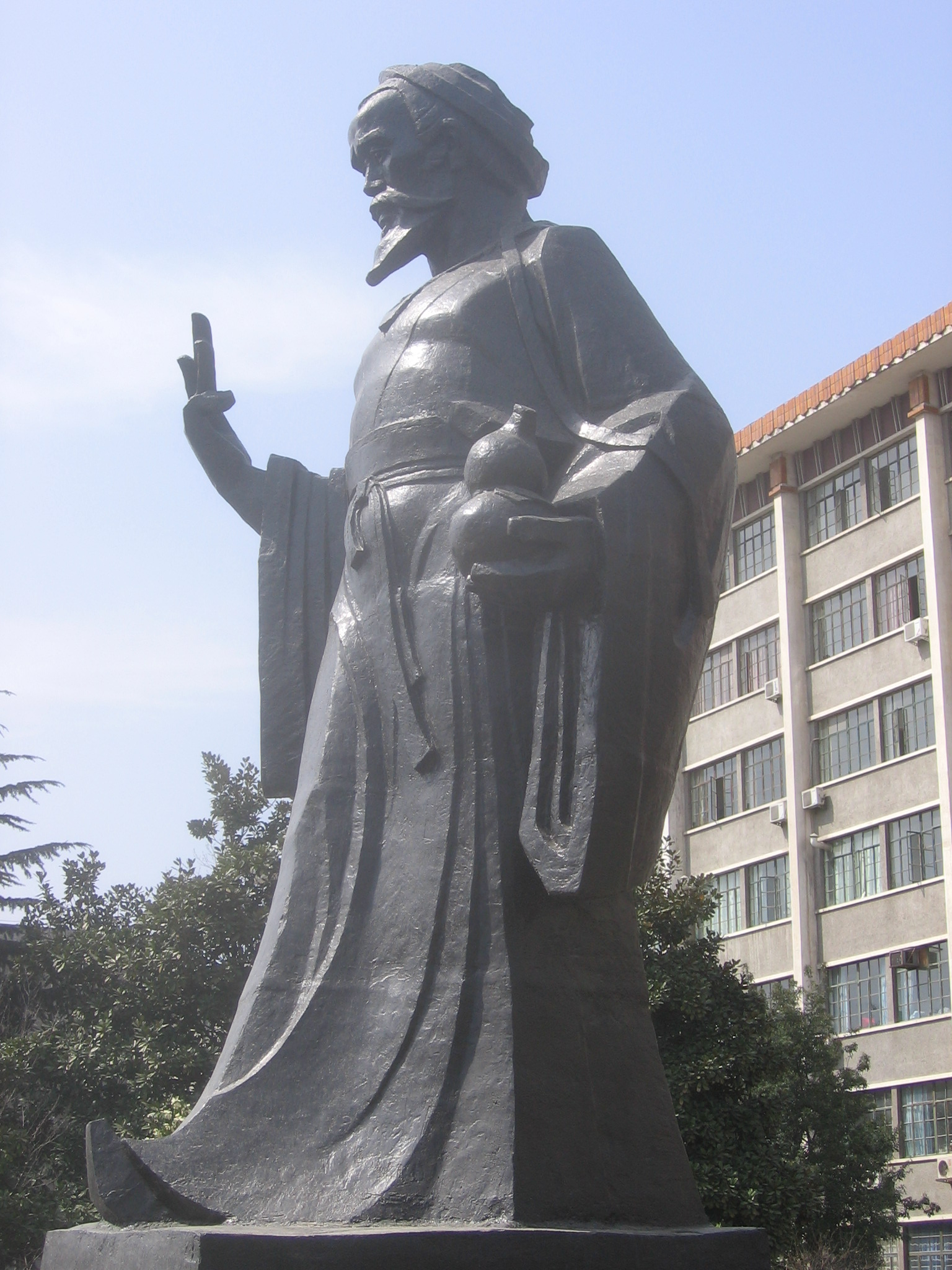
Estátua em homenagem a Hua Tuo (華佗) no Anhui College of Traditional Chinese Medicine, em Hefei.

O nobre chinês Cao Cao, que sofria de dor de cabeça crônica, ouviu falar sobre as habilidades de Huà Tuó e convocou-o à sua corte. Ele conseguiu parar sua dor com acupuntura, alertando que seria necessário um tratamento de longo prazo.
Após longo período de tratamento Hua Tuo pede ao nobre para retornar a sua casa para repousar, mas demora a retornar alegando que sua esposa estaria doente. Cao Cao envia várias cartas intimando seu retorno, e envia agentes que o trazem à força e o colocam na prisão.
Xun Yu, conselheiro de Cao Cao, pede que seja poupado porque suas habilidades poderiam conservar muitas vidas, mas Cao Cao ordena sua execução.
Após a execução de Hua To, o filho favorito de Cao Cao, Cao Chong, adoece e morre. Cao Cao, angustiado, teria gritado se lamentando por ter ordenado a morte de Huà Tuó, que poderia ter salvo a vida de seu filho.
A data exata da morte de Huà Tuó não foi especificada no Sanguozhi, mas como Cao Chong morreu em 208, sabemos que Huà Tuó teria falecido antes desse ano.
Veith (1966: 3) comenta que "infelizmente, os trabalhos de Hua Tuo foram destruídos; suas práticas cirúrgicas caíram no desuso, exceto seu método do castração, que continuou a ser praticado."

## Promoção da saúde através das práticas corporais chinesas

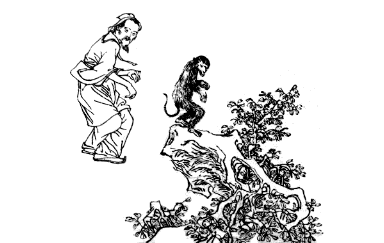
O Jogo dos Cinco Animais: Macaco.

Hua Tuo também se dedicou a elaboração de técnicas para promover a saúde.
Ele desenvolveu a forma de qigong conhecida como Wuqinxi (五禽戲), o "Jogo dos Cinco Animais", uma série de exercícios baseados nos movimentos do tigre, veado, urso, macaco, e grou.
Os movimentos foram concebidos para facilitar a digestão, melhorar a circulação e fortalecer o corpo.